# Акобо (река)
Акобо (англ. Akobo) — пограничная река в Восточной Африке, протекает по территории Эфиопии и Южного Судана. Правый приток реки Пибор. Длина реки составляет 434 км.
Начало берёт со склонов западной окраины южной части Эфиопского нагорья на высоте, примерно, 1500 метров над уровнем моря. От истока, расположенного северо-западнее города Маджи в Области Народностей Южной Эфиопии, до устья, находящегося восточнее одноименного южносуданского города, основным направлением течения реки является северо-запад.
В верхнем течении, до места впадения левого притока — реки Кая, протекает в юго-западной части Эфиопии, далее до самого устья по руслу реки Акобо проходит граница между Южным Суданом и Эфиопией. Акобо впадает в Пибор с правой стороны на высоте 401 м над уровнем моря.
Граница по реке Акобо была проведена в 1899 году майорами Чарльзом Гвинном (англ. Charles W. Gwynn) и Остином (англ. H. H. Austin) из Корпуса королевских инженеров Британской армии и закреплена англо-эфиопским договором в 1902 году.